# 汉剧 (陕南)
汉剧是中國陝西南部的一種傳統戲劇，清道光至光绪年间颇为兴盛。由汉水流域的山歌、民歌、小调发展而成，音调为汉中一带发音，其唱腔以西皮、二簧为主，与湖北汉调戏相似。此外，他吸收了昆曲、吹腔、高拨子等曲调，揉和了当地的民间音乐，并用方言演唱，逐步形成了自己的风格。长于文戏，巴山气息浓郁，音调幽雅，唱腔婉转，道白柔和，语言风趣，表演细腻，纯朴大方，唱腔及念白巴山音韵很重，以川味见长。板式有上、下调之分，上调多用于表现悲怆、凄凉、愤慨情绪；下调多表现舒畅、明快豪放情绪。
陕西省汉中市汉台区、西乡县、镇巴县等地在20世纪60年代以前多表演汉调二簧，然今势微。
也有“汉调二簧”、“山二簧”、“土二簧”或“陕二簧”，辛亥革命后，更名为汉剧。西元1949年后，陕南安康、汉中仍称“汉剧”，商洛、关中仍称“二簧”。

## 外部連結
- 汉调二簧（国家级第一批非物质文化遗产项目） （页面存档备份，存于）